# Canard d'Amsterdam
Mareca marecula
Espèce
Statut de conservation UICN

 EX  : Éteint
Le Canard d'Amsterdam (Mareca marecula, anciennement Anas marecula) est une espèce éteinte d'oiseaux de la famille des Anatidae.
Ce canard était incapable de voler et n'est connu que par un témoignage du XVIIIe siècle et des ossements. Il s'est probablement éteint en raison de visites de marins et des rats qu'ils ont introduits dans son milieu.

## Répartition
Cette espèce était endémique de l'île Amsterdam dans le sud de l'océan Indien.

## Systématique
Le nom valide complet (avec auteur) de ce taxon est Mareca marecula (Olson & Jouventin, 1996).
L'espèce a été initialement classée dans le genre Anas sous le protonyme Anas marecula Olson & Jouventin, 1996,.
Ce taxon porte en français le nom vernaculaire ou normalisé suivant : Canard d'Amsterdam.
Mareca marecula a pour synonyme :
- Anas marecula Olson & Jouventin, 1996

### Étymologie
Son épithète spécifique, marecula, est le diminutif du genre Mareca et fait référence à la petite taille de l'espèce et à la ressemblance de son bec court avec celui des canards siffleurs.

### Publication originale
- (en) Storrs L. Olson et Pierre Jouventin, « A New Species of small, flightless bird from Amsterdam Island, Southern Indian Ocean », The Condor, États-Unis, vol. 98, no 1,‎ février 1996, p. 1-9 (ISSN 0010-5422, e-ISSN 1938-5129, lire en ligne, consulté le 10 mai 2015).